# 第一工房
株式会社 第一工房（だいいちこうぼう）は、日本の建築設計事務所である。1960年創立（法人格としての設立は1966年12月1日）。
1964年の浪速芸術大学（現大阪芸術大学）設計競技1等を契機に、以後複数の大学キャンパス整備計画に携わる。代表作に佐賀県立博物館、全労済情報センター、パークドーム熊本、群馬県立館林美術館、愛知万博 瀬戸愛知県館（現あいち海上の森センター）、白河市立図書館などがある。
第一工房代表を務めた高橋靗一（たかはし ていいち、1924年 - 2016年）は、日本の建築家。大阪芸術大学名誉教授。

## 受賞歴
主な受賞
- 1971年 - 日本建築学会賞 作品賞（佐賀県立博物館）
- 1977年 - 中部建築賞（中部大学19・20号館）
- 1979年 - 芸術選奨文部大臣賞（大阪芸術大学建築群）
- 1981年 - 日本建築学会賞 業績賞（工業技術院資源環境技術総合研究所）
- 1982年 - 日本建築学会賞 作品賞（大阪芸術大学芸術情報センター）
- 1982年 - 日本芸術院賞（大阪芸術大学芸術情報センター）
- 1983年 - 建築業協会賞（大阪芸術大学芸術情報センター）
- 1986年 - 建築業協会賞（実践女子大学校舎・体育館）
- 1987年 - 中部建築賞（中部大学21・22号館）
- 1992年 - 建築業協会賞（東京都立大学 (1949-2011)）
- 1995年 - 公共建築賞 優秀賞（東京都立大学）
- 1997年 - 建築業協会賞（全労済情報センター）
- 1997年 - 環境・省エネルギー建築賞 建設大臣賞（東京電力技術開発センター1期）
- 2000年 - 東京都建築賞 住宅部門最優秀賞（青山居）
- 2000年 - 東京都知事賞（青山居）
- 2004年 - 村野藤吾賞（群馬県立館林美術館）
- 2005年 - BELCA賞 ロングライフ部門（大阪芸術大学芸術情報センター）
- 2006年 - JIA環境建築賞 一般建築部門最優秀賞（瀬戸愛知県館／あいち海上の森センター）
- 2006年 - 中部建築賞（あいち海上の森センター）
- 2008年 - 日本建築家協会 JIA 25年賞（大阪芸術大学芸術情報センター）
- 2010年 - 公共建築賞 優秀賞（瀬戸愛知県館／あいち海上の森センター）
- 2013年 - 東北建築賞 作品賞（白河市立図書館）
- 2013年 - 福島県建築文化賞 正賞（白河市立図書館）

## 主な作品
- 1961年 - 森英恵銀座店 （東京都）
- 1962年 - 佐賀県立図書館 （佐賀県）共同設計：内田祥哉
- 1964～1986年 - 浪速芸術大学（現大阪芸術大学）設計競技1等、以後キャンパス整備計画 （大阪府）
- 1967年 - 佐賀県立青年の家 （佐賀県）
- 1970年 - 佐賀県立博物館 （佐賀県）共同設計：内田祥哉
- 1972年 - 東京都立中央図書館 （東京都）
- 1973年 - 佐賀県立佐賀コロニー （佐賀県）
- 1974年 - 前橋市立図書館 （群馬県）
- 1975～1980年 - 筑波大学 第1学郡棟・第2学郡棟・ 第3学郡棟・生物農林学系棟・工学学系棟（茨城県）
- 1976～1980年 - 工業技術院資源環境技術総合研究所本館・別棟（茨城県）
- 1976～2015年 - 中部大学  キャンパス整備計画（愛知県）
- 1980年 - 大阪美術学校 （大阪府）
- 1981年 - 大阪芸術大学芸術情報センター （大阪府）
- 1983年 - マガジンハウス （東京都）共同設計：冨井建築設計研究室
- 1983年 - 東京女子大学 文理学部4号館 （東京都）
- 1984年 - 東京電力 電力館 （東京都）基本構想・展示計画：電通
- 1985年 - 国際科学技術博覧会 迎賓館 （茨城県）
- 1985年 - 実践女子大学 （東京都）
- 1986年 - つくば市立二の宮公民館 （茨城県）
- 1987年 - 浦添市民体育館 （沖縄県）共同設計：ARG
- 1988～2004年 - 東洋大学白山校地再開発プロポーザル1等、以後キャンパス整備計画 （東京都）
- 1991年 - 東京都立大学 (1949-2011) 国際交流会館・図書館・体育館・学生寮 ・カフェテリア館（東京都）
- 1994年 - 府中市立総合体育館（広島県）共同設計：市浦都市開発建築コンサルタンツ
- 1994年 - オランダ大使館青葉台ハウス （東京都）
- 1994～2006年 - 東京電力技術開発センター（現技術開発本部）（神奈川県）
- 1995年 - 全労済情報センター （東京都）
- 1997年 - パークドーム熊本 （熊本県）設計：第一工房・フジタ共同体
- 1998年 - 青山居 （東京都）共同設計：高橋真建築設計事務所
- 1998～2011年 - 八王子高等学校改築計画プロポーザル1等、以後キャンパス整備計画 （東京都）
- 1999年 - 日本PMC千葉研究所 （千葉県）
- 2000年 - 東京電力 電気の史料館（神奈川県）
- 2001年 - 群馬県立館林美術館 （群馬県）
- 2002年 - 特別養護老人ホーム こまえ正吉苑（東京都）
- 2005年 - 2005年日本国際博覧会 瀬戸愛知県館（愛知県）
- 2006年 - あいち海上の森センター（愛知県）
- 2006年 - 清水建設技術研究所 安全安震館 （東京都）共同設計：清水建設
- 2009年 - 有明教育芸術短期大学 （東京都）
- 2011年 - 白河市立図書館 （福島県）
- 2012年 - 特別養護老人ホーム まちだ正吉苑（東京都）
- 2015年 - 中部大学 不言実行館 ACTIVE PLAZA（愛知県）

## 第一工房出身の建築家
- 林昭男 - 滋賀県立大学名誉教授
- 針生承一
- 秋山邦雄
- 小谷部育子 - 日本女子大学教授
- 陶器二三雄
- 坂東みさ子
- 鮎川透
- 川上博
- 横畠啓介
- 袴田喜夫
- 岸本泰三
- 布施茂 - 武蔵野美術大学教授
- 西崎寿志
- 伊原洋光